# The Fourth Kind
The Fourth Kind (La cuarta fase en España, El cuarto contacto en México y Colombia, Contactos de cuarto tipo en Argentina, Chile y Uruguay) es una película del año 2009, dirigida por Olatunde Osunsanmi y protagonizada por Milla Jovovich, Charlotte Milchard, Elias Koteas, Will Patton, y Mia McKenna Bruce. El filme se ambienta en Nome, Alaska, y trata el tema de las abducciones alienígenas. Su título proviene de la clasificación de encuentros cercanos con extraterrestres ideada por el ufólogo J. Allen Hynek, en la que el cuarto tipo corresponde a la abducción.

## Argumento
La película, según se afirma, está basada en hechos reales y se ambienta en el pueblo de Nome, Alaska. Allí, supuestamente, ha habido una cantidad desproporcionada de abducciones alienígenas durante los últimos cuarenta años.
Milla Jovovich interpreta a la psicoterapeuta Abigail Tyler, quien graba en video sus entrevistas con los abducidos.
Mientras se alterna entre dramatización y supuesta documentación «real», la película muestra cómo los pacientes con problemas para dormir reciben visitas de seres de otro planeta, a los que describen como «lechuzas». Estos hablarían en el antiguo idioma sumerio que, por otro lado, se relaciona con estatuas o esfinges de cohetes y cascos espaciales de hace miles de años. Asimismo, la película muestra cómo el Gobierno hace caso omiso a las denuncias de desapariciones, todas de carácter similar.

## Reparto
- Milla Jovovich es la Dra. Abigail «Abbey»
- Charlotte Milchard es la «Dra. Abigail Tyler».
- Elias Koteas es Dr. Abel Campos
- Will Patton es alguacil August.
- Corey Johnson es Tommy Fisher.
- Hakeem Kae-Kazim es Awolowa Odusami.
- Enzo Cilenti es Scott Stracinsky.
- Eric Loren es Ryan.
- Raphael Coleman es Ronnie Tyler.
- Mia Mckenna Bruce es Ashley Tyler.
- Olatunde Osunsanmi es «Director» Olatunde Osunsanmi (entrevistador).

## Producción
Esta es la primera obra importante del escritor y director Olatunde Osunsanmi, cuyo padrino es el director de cine independiente Joe Carnahan. La película está planteada como una recreación del material documental original. Además, utiliza imágenes de video nunca antes vistas. Aunque la historia se localiza en Nome, la cinta fue filmada en Bulgaria y en Los Ángeles, California.

## Promoción
Si bien la película se promocionó como una historia real, se demostró que todo fue un bulo por ciertas lagunas en la narrativa. De acuerdo con el diario Fairbanks Daily News-Miner, en Nome y en otros pueblos de Alaska ha habido desapariciones, pero normalmente se relacionan al abuso de alcohol y a las bajas temperaturas de la zona.
A días de su estreno en Estados Unidos, se dio a conocer que Universal Pictures pagó USD $20 000 al Alaska Press Club ('Club de Prensa de Alaska') por usar «noticias falsas» para promover su cinta.
La película resultó no estar basada en hechos reales como las campañas de marketing aseguraban. De hecho, la actriz que interpreta a la doctora Abigail Tyler es Charlotte Milchard, que tiene ficha en el sitio Internet Movie Database (IMDb). Su nombre aparece en los créditos junto a los actores Valentin Ganev, Vladimir Kolev, Jay Glenn Sunberg y Sylvia Loulcheva como «Residentes de Nome».